# Gilles-Paul Cauvet
Gilles-Paul Cauvet, né en 1731 à Aix-en-Provence et mort le 15 novembre 1788 à Paris est un sculpteur ornemaniste et un ébéniste français.

## Biographie
Alors que ses parents le destin à une carrière du droit il choisit les beaux-arts. Il se rend, jeune, à Paris. Il devient sculpteur, nommé par Monsieur, le frère du roi.   Il rompt avec le style rocaille. Il participe à la décoration du Palais-Royal (Paris) et dessine des meubles, essentiellement de style Louis XVI.
Il écrit, dessine et publie, en 1777, un Recueil d'Ornemens à l'usage des jeunes artistes qui se destinent à la décoration des bâtimens, comprenant 64 planches.  

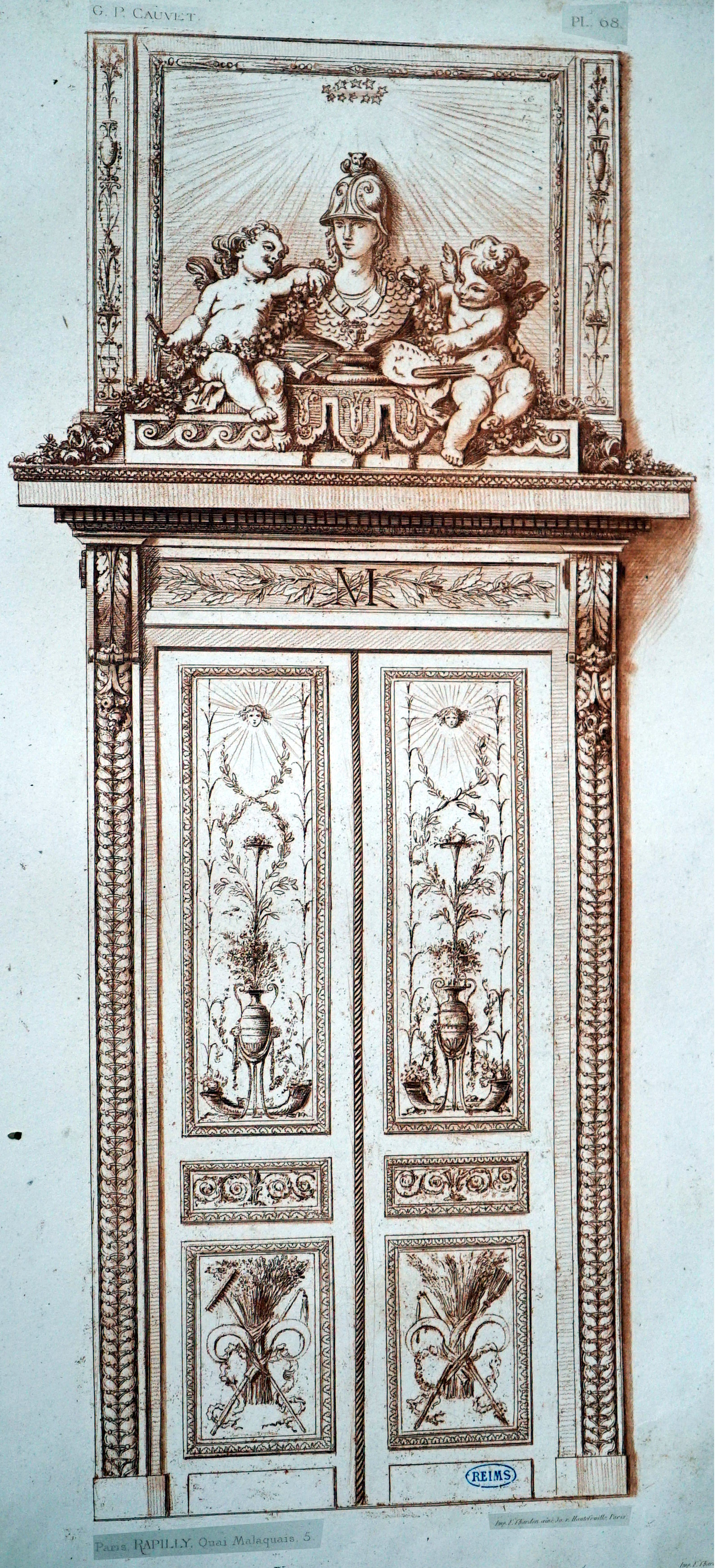
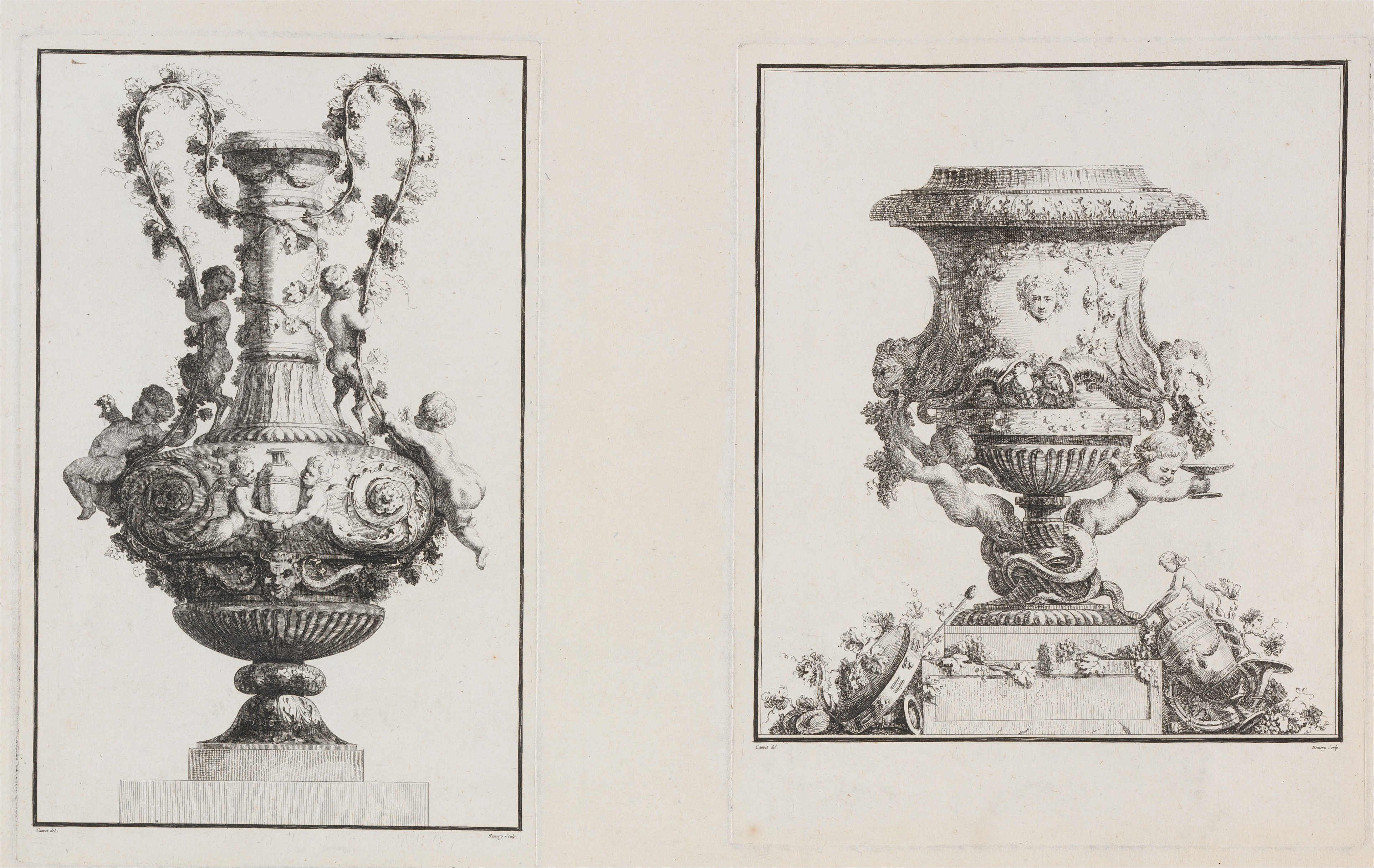
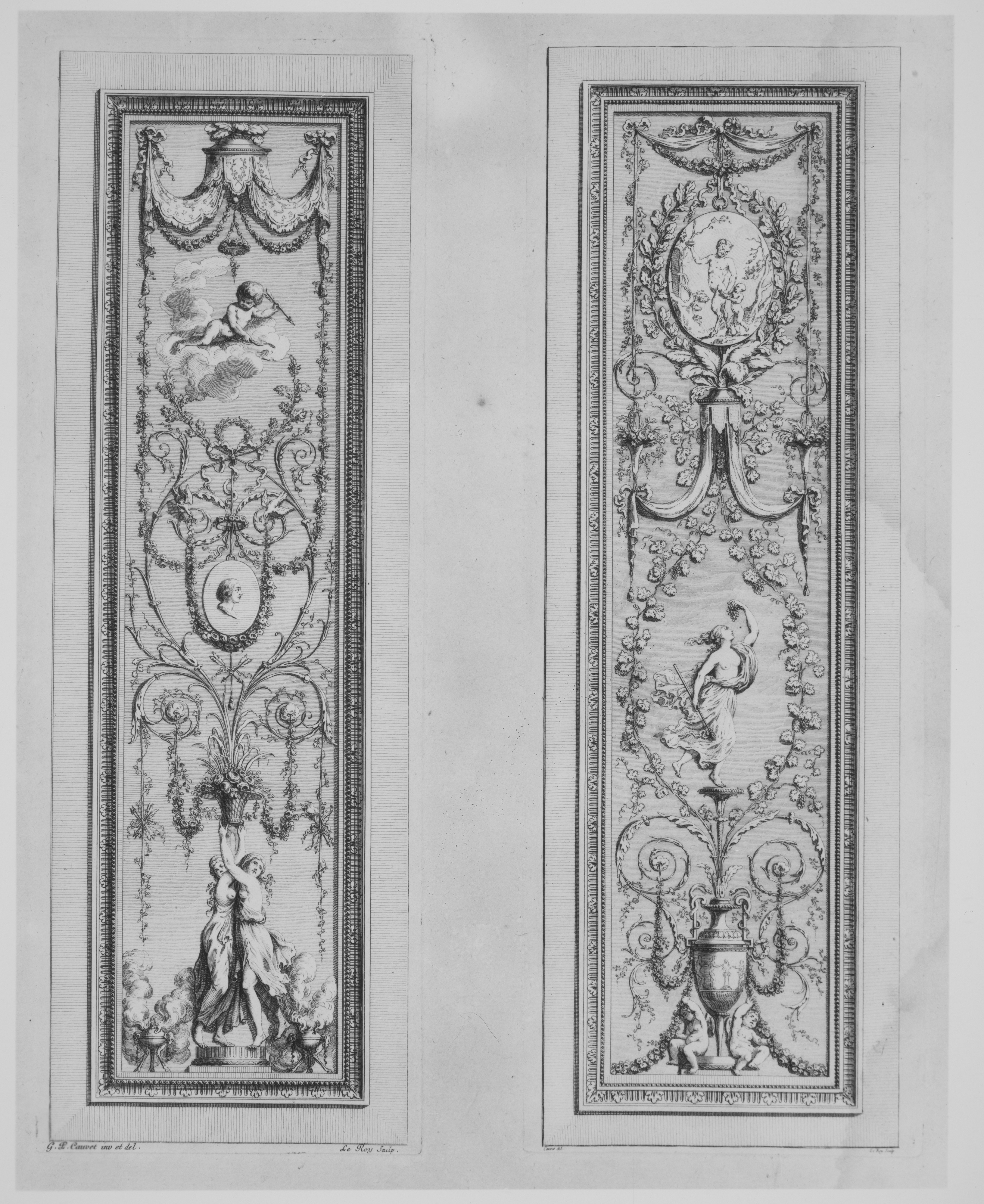
Extrait de Recueil d'Ornemens A l'Usage des Jeunes Artistes

## Source
- Sur larousse.fr